# A Little Night Music
A Little Night Music és un musical amb música i lletra de Stephen Sondheim i llibret de Hugh Wheeler. Inspirada en la pel·lícula d'Ingmar Bergman Somriures d'una nit d'estiu, narra la vida romàntica de diverses parelles. El musical inclou la popular cançó «Send in the Clowns». El títol és la traducció del nom alemany de la Serenata num.13 per a violins en sol major, Eine kleine Nachtmusik de Mozart.
Des de l'estrena original a Broadway als Estats Units el 1973, el musical ha tingut diverses produccions i reestrenes a Londres i arreu. També és molt popular per a produccions d'aficionats.

## Sinopsi
Primer Acte
Basat en la pel·lícula d'Ingmar Bergman Somriures d'una nit d'estiu, l'acció té lloc a Suècia a inicis del segle xx. Abans que les cortines s'aixequin, l'Obertura és cantada per un Quintet, seguit pel Vals de la nit («Overture – Night Waltz»), durant el qual elegants parelles ballen entre una escena silvestre. S'hi presagien els flirteigs romàntics i les frustracions que vindran.
Al pròleg, la senyora Armfeldt, una dona que ha tingut nombrosos reis com a amants, explica a la seva neta, Fedrika, que la nit d'estiu somriu tres cops: «El primer somriure, al jove que no sap res. El segon als babaus, que saben massa poc, com Desirée. I el tercer pels vells que saben massa, com jo».
A la casa dels Egerman, l'advocat Fredrik es prepara per una migdiada abans d'anar amb la seva esposa Anne a veure Desirée Armfeldt al teatre local. Mentre ella xerra, ell cita la seva frustració per haver-se casat amb una esposa que encara és verge. («Now») Petra, la minyona, completament diferent d'Anne, molesta a Henrik, l'intel·ligent fill estudiant al seminari del primer matrimoni de Fredrik. Però quan fa un fort atac contra ella, aquesta marxa dient («Later») A l'habitació, mentre Fredrik cau adormit, Anne anuncia la seva intenció de ser l'esposa convenient per en Henrik. («Soon») La cançó acaba en un trio quan s'hi afegeixen Henrik i Fredrik que, encara adormit, s'expia amb un sincer «Desirée».
Al vestidor de Desirée Armfeldt, la seductora actriu que un cop va ser l'amant de Fredrik, canta sobre la seva vida al teatre mentre que la seva mare, la senyora Armfeldt i Fedrika fan comentaris punyents («The Glamorous Life»). Aquell vespre, al teatre, Desirée descobreix Fredrik i Anne a una llotja i, mentre que les sospites són suscitades, el quintet comenta el passat romanç. («Remember»)
Fredrik porta l'Anne a casa, i decideix a donar un tomb. Va recte cap a la casa de Desirée, i no obstant no haver-se vist en els darrers catorze anys, la relació reviu gairebé immediatament. («You Must Meet My Wife») Per la seva banda, la senyora Armfeldt lamenta l'absència d'estil en els romanços d'avui dia. («Liaisons»). Desirée i Fredrik són interromputs al dormitori quan arriba el seu amant actual, un impetuós i gelós dragó, Carl-Magnus, i apressadament inventa una subtil història implicant un bany i alguns papers legals per explicar el seu estat. Envia Fredrik a casa sense pantalons i Carl-Magnus intenta imposar la fidelitat de Desirée («In Praise of Women»)
L'endemà, envia la seva esposa Charlotte a veure Anne i explicar-li la perfídia de Fredrik («Every Day A Little Death»). Desirée va a casa de la seva mare al camp, i ho arregla perquè els Egerman hi siguin convidats pel cap de setmana. Anne queda horripilada quan li arriba la invitació, però després de discutir-ne amb Charlotte, decideix acceptar. Carl-Magnus i Charlotte també decideixen d'anar, però sense estar convidats («A Weekend in the Country»)
Segon Acte
Mentre el segon acte comença, els convidats arriben a la mansió de la senyora Armfeldt. El quintet fa l'escena per la llarga i blanca nit del nord («Night Waltz One and Two») Quan Fredrik i Carl-Magnus es tornen a trobar, reflecteixen com la situació amb Desirée podria haver acabat diferent («It Would Have Been Wonderful»). Mentre que els convidats del sopar arriben, les dones del quintet canten («Perpetual Anticipation»).
El sopar acaba en una batalla verbal i acaba amb el furiós Henrik trencant la seva copa de vi i sortir corrent de l'habitació. Anne i Fredrik el busquen una estona mentre Fredrik puja a l'habitació de Desirée. Ella li diu l'autèntica raó de la invitació: ella esperava reviure el seu preciós amor sobre un pilar permanent. Però Fredrik, gens disposat a deixar Anne, marxa, la deixa sola («Send in the Clowns»).
Anne troba Henrik abans de suïcidar-se i, adonant-se que estima el jove i no el pare, se'n va amb ell. Petra, per la seva banda, havent fet l'amor amb el majordom Fredrik, expressa el seu romàntic i pràctic sentiment de la vida («The Miller's Son»). Quan Charlotte consola Fredrik per la pèrdua de la seva esposa i fill, Carl-Magnus els descobreix abraçats i, furiós, desafia Fredrik a un duel. Del bosc s'escolta un tret, i Carl-Magnus torna portant el cos de Fredrik. Però només ha sofert una petita ferida. Carl-Magnus ordena fer les maletes a Charlotte. Deixant-los sols, Fredrik i Desirée queden junts («Finale»).
La comèdia acaba. La senyora Armfeldt diu a Fedrika que la nit ha somrigut dos cops: Henrik i Anne, els joves; i Desiree i Fredrik, els babaus. Llavors, la nit somriu per tercer i darrer cop: Mme. Armfeldt tanca els ulls i mor en pau (Nit de vals). Els vals de l'inici torna a sonar, però en aquesta ocasió cadascun balla amb la parella correcta.

## Personatges
- Fredrik Egerman: Un advocat d'èxit de mitjana edat. Està casat amb Anne, de només 18 anys, i té un fill d'un matrimoni anterior, Henrik. — Baríton
- Anne Egerman: la nova i innocent esposa de Fredrik. — Soprano
- Henrik Egerman: Fill de Fredrik i fillastre d'Anne. Una ànima torturada que llegeix els treballs de filòsofs i teòlegs mentre que estudia per a presviterat — Tenor
- Petra: minyona i confident d'Anne. — Mezzo-soprano
- Desiree Armfeldt: Una actriu. — Mezzo-soprano
- Fredrika Armfeldt: La filla de 13 anys de Desiree, que podria ser producte de la vella relació entre Fredrik i Desiree. — Soprano
- Madame Armfeldt: mare de Desiree. — Alto
- Comte Carl-Magnus Malcolm: Un militar fanfarró, darrer amant de Desiree. — Baríton
- Charlotte Malcolm: esposa de Carl-Magnus. - Mezzo-soprano
- Frid: servent de Madame Armfeldt.
- The Liebeslieder Singers: 5 cantants que actuen com un cor grec.

## Números musicals
| Primer Acte - Overture — Mr. Lindquist, Mrs. Nordstrom, Mrs. Anderssen, Mr. Erlanson i Mrs. Segstrom (Quintet) - Night Waltz — Companyia - Now — Fredrik Egerman - Later — Henrik Egerman - Soon — Anne Egerman, Henrik Egerman i Fredrik Egerman - The Glamorous Life — Fredrika Armfeldt, Desiree Armfeldt, Malla, Madame Armfeldt i Quintet - Remember? — Quintet - You Must Meet My Wife — Desiree Armfeldt i Fredrik Egerman - Liaisons — Madame Armfeldt - In Praise of Women — Comte Carl-Magnus Malcolm - Every Day a Little Death — Comtessa Charlotte Malcolm i Anne Egerman - Weekend in the Country — Companyia | Segon Acte - Entr-Acte — Orchestra - Night Waltz I (The Sun Won't Set) — Quintet - Night Waltz II (The Sun Sits Low) — Quintet - It Would Have Been Wonderful — Fredrik Egerman i Comte Carl-Magnus Malcolm - Perpetual Anticipation — Mrs. Nordstrom, Mrs. Segstrom i Mrs. Anderssen - Dinner Table Scene — Orquestra - Send in the Clowns — Desiree Armfeldt - The Miller's Son — Petra - Reprises — Quintet - Send in the Clowns (reprise) — Desiree Armfeldt, Fredrik Egerman - Last Waltz — Orquestra |

### Números musicals afegits
Teatre:
- Two Fairy Tales — Henrik i Anne Egerman (tallat per temps)
- Silly People — Frid (tallat per temps)
- Bang! — Comte Carl-Magnus Malcolm (substituït per 'In Praise of Women')
- My Husband the Pig — Comtessa Charlotte Malcolm (substituït per la segona meitat de 'In Praise of Women')

Cinema:
- Love Takes Time - Company (lletra afegida a Night Waltz)
- The Glamorous Life - Fredrika (versió solo)

## Produccions

### Broadway
A Little Night Music va estrenar-se al Shubert Theatre de Broadway el 25 de febrer de 1973 i tancà el 3 d'agost de 1974, després de 601 funcions i 12 prèvies. El 17 de setembre de 1973 s'havia traslladat al Majestic Theatre. Va ser dirigit per Harold Prince, amb coreografia de Patricia Birch i escenografia de Boris Aronson. El repartiment incloïa Glynis Johns (Desiree Armfeldt), Len Cariou (Fredrik Egerman), Hermione Gingold (Madame Armfeldt), Victoria Mallory, Mark Lambert, Laurence Guittard, Patricia Elliott, George Lee Andrews i D. Jamin Bartlett. Guanyà els Premis Tony i del New York Drama Critics' Circle Millor Musical.
El 12 de gener de 2009, la Roundabout Theatre Company va celebrar una gala concert de A little night music. Dirigit per Paul Gemignani, el repartiment incloïa Natasha Richardson (Desirée Armfeldt), Victor Garber (Frederick Egerman), Christine Baranski (Comtessa Charlotte Malcolm), Jill Paice (Anne Egerman), Marc Kudisch (Comte Carl-Magnus Malcolm), Vanessa Redgrave (Madame Armfeldt), Steven Pasquale (Henrik Egerman), Kendra Kassebaum (Petra), Alexandra Socha (Fredrika), Maija Lisa Currie (Mrs. Nordstrom), Steven Goldstein (Mr. Erlandson), Leena Chopra (Mrs. Segestrom), Julianne Borg (Mrs. Anderssen) i Philip Cokorinos (Mr. Lindquist). La posada en escena tenia la curiositat que Vanessa Redgrave i Natasha Richardson, mare i filla a la vida real, també prenien aquests rols a l'espectacle. Segons el New York Post, ambdues actrius repetirien els papers a la reestrena de l'espectacle que es preparava al mateix teatre Roundabout, especialment després de com d'impressionat quedà el mateix Sondheim per les seves interpretacions. Malauradament, la mort accidental de Natasha Richardson poc després va aturar el projecte.
No obstant, la producció londinenca realitzada per Menier Chocolate Factory tenia previst obrir les prèvies el 24 de novembre del 2009 i estrenar el 13 de desembre amb el mateix equip creatiu. El repartiment presenta com a estrelles principals a Angela Lansbury com Madame Armfeldt i a Catherine Zeta-Jones com Desiree, en el seu debut a Broadway.

### Londres

#### Producció original (1975)
La producció original de Londres s'estrenà a l'Adelphi Theatre el 15 d'abril de 1975, protagonitzada per Jean Simmons, Joss Ackland, David Kernan, Liz Robertson, Diane Langton, i amb Hermione Gingold reprenent el seu paper de Madame Armfeldt. Es realitzaren 406 funcions. Durant la temporada, Angela Baddeley substituí Gingold, i Virginia McKenna substituí Simmons.

#### Reestrenes
La primere reestrena londinenca es fa el 6 d'octubre de 1989 al Piccadilly Theatre, dirigit per Ian Judge. Estava protagonitzat per Lila Kedrova com Madame Armfeldt, Dorothy Tutin com Desiree Armfeldt, Peter McEnery i Susan Hampshire. Es realitzaren 144 funcions, tancant el 17 de febrer de 1990.
El 1995 el Royal National Theatre en fa una nova versió, que s'estrenà al Olivier Theatre el 26 de setembre de 1995, en una producció dirigida per Sean Mathias i protagonitzada per Judi Dench (Desiree), Siân Phillips (Madame Armfeldt), Joanna Riding, Laurence Guittard and Patricia Hodge. La producció tancà el 31 d'agost de 1996, i Dench rebé el Premi Olivier a la Millor Actriu en un musical.
El tercer revival londinenc va ser obra de Menier Chocolate Factory, i s'estigué entre el 22 de novembre del 2008 i el 8 de març del 2009. Dirigida per Trevor Nunn, el repartiment incloïa a Hannah Waddingham com Desiree, Alexander Hanson com Frederik, Jessie Buckley (Anne), Maureen Lipman (Mme. Armfeldt), Alistair Robins (el Comte), Gabriel Vick (Henrik), Grace Link i Holly Hallam (compartien el paper de Fredrika) i Kasia Hammarlund (Petra). Es traslladà al West End per una breu temporada, entre el 28 de març i el 25 de juliol de 2009.

### Produccions arreu d'Europa
Zarah Leander interpretà Madame Armfeldt al repartiment original austríac (1975), així com al repartiment original suec que es representà a Estocolm el 1978 (aquí amb Jan Malmsjö com Fredrik). L'exitós muntatge d'Estocolm va ser dirigit per Stig Olin.
El Théâtre du Châtelet de París ha anunciat una producció que s'estrenarà al febrer de 2010, protagonitzat per Kristin Scott-Thomas (Désirée) i Leslie Caron (Madame Armfeldt). La direcció serà de Lee Blakeley.

### La producció de Barcelona
A Little Night Music (Música Per A Una Nit d'Estiu) es presentà al Festival d'Estiu de Barcelona Grec 2000, al Teatre Grec de Barcelona entre el 26 de juny i el 4 de juliol del 2000, en una adaptació realitzada pel mateix equip que un temps abans havia presentat Sweeney Todd: direcció de Mario Gas, direcció musical de Manuel Gas i traducció de Roser Batalla i Roger Peña. Després va fer una gira als Festival de Peralada (Girona) i, en castellà (Música Para Una Noche De Verano), als festivals de Vitoria, Las Palmas i al Festival de Otoño de Madrid al teatro Albéniz. El repartiment estava encapçalat per Vicky Peña (Desiree), Montserrat Carulla (Mme. Armfeldt), Constantino Romero (Fredrik), Alícia Ferrer (Anne), Jordi Boixaderas (Comte Carl-Magnus Malcolm), Mònica López (Comtessa Charlotte Malcolm) i Àngel Llàcer (Henrik). Montserrat Carulla, Vicky Peña i Miranda Gas, les tres actrius també són àvia, filla i neta a la vida real. Posteriorment, s'estrenaria el 7 de desembre al teatre Novedades, on faria temporada. Al Novedades hi va haver diversos canvis en el repartiment: Mireia Ros substituiria Mònica López com a Charlotte, i que el mateix Mario Gas interpretaria Fredrik en algunes funcions, amb el detall afegit que Gas i Peña havien estat parella a la vida real.
El muntatge va guanyar el Premi del Públic al Millor Espectacle Musical de la revista Teatre BCN 2000; i els Premis Butaca de 2001 a Millor Musical i Millor Actor de Musical (Jordi Boixaderas).

### La pel·lícula
El 1978 se'n va fer una versió cinematogràfica, protagonitzat per Elizabeth Taylor, Lesley-Anne Down i Diana Rigg, amb Len Cariou, Hermione Gingold i Laurence Guittard, reprenent els seus papers de Broadway. L'acció es traslladà de Suècia a Àustria. Stephen Sondheim va dotar de lletra a «Night Waltz" («Love Takes Time»), i va donar una nova versió a «The Glamorous Life», que ha estat incorporada en diverses produccions teatrals posteriors. La pel·lícula va ser la segona incursió al cinema de Harold Prince. La reacció de la crítica va ser molt negativa, entre d'altres per les fluctuacions del pes de Liz Taylor entre escena i escena.

### Enregistraments
A més dels enregistraments originals de Broadway i Londres, així com el de la pel·lícula, hi ha un enregistrament d'estudi de 1990 (amb Siân Phillips, Eric Flynn i Maria Friedman), el del revival de 1995 del Royal National Theatre (protagonitzat per Judi Dench), i el del repartiment de Barcelona del 2001, cantat en català.

## Música
Virtualment, tota la música de l'espectacle esta escrita en tempo de vals (3/4) o variacions (12/8). La partitura sovint s'interpreta com una opereta per diverses companyies professionals d'òpera; ja que la partitura exigeix molt dels cantants, especialment per l'ús del contrapunt.
Irònicament, la peça més coneguda de l'espectacle és un afegit de darrera hora. En un inici, Sondheim va concebre el paper de Desiree per a una actriu que no cantés o que cantés poc. Quan va descobrir que la Desiree original (Glynis Johns) podia cantar però no mantenir una nota, dissenyà Send in the Clowns per a ella, de manera que la pogués interpretar amb les seves limitacions vocals.

## Repartiments
| Personatge                 | Actor (NY'73)        | Actor (Londres'75)   | Actor (Londres'95)  | Actor (BCN)                    | Actor (NY'09)         |
| -------------------------- | -------------------- | -------------------- | ------------------- | ------------------------------ | --------------------- |
| Mr. Lindquist              | Benjamin Rayson      | John J. Moore        |                     | Xavier Fernández               |                       |
| Mrs. Nordstrom             | Teri Ralston         | Chris Melville       |                     | Muntsa Rius                    |                       |
| Mrs. Anderssen             | Barbara Lang         | Liz Robertson        |                     | Ana Feu                        |                       |
| Mr. Erlanson               | Gene Varrone         | David Bexon          |                     | Alberto Demestres              |                       |
| Mrs. Segstrom              | Beth Fowler          | Jacquey Chappel      |                     | Teresa de la Torre             |                       |
| Fredrika Armfeldt          | Judy Kahan           | Christine McKenna    | Claire Coxlaire Cox | Miranda Gas / Carlota Pons     |                       |
| Madame Armfeldt            | Hermione Gingold     | Herminone Gingold    | Sian Phillips       | Montserrat Carulla             | Angela Lansbury       |
| Frid                       | George Lee Andrews   | Michael Harnpir      |                     | Víctor Pi                      |                       |
| Henrik Egerman             | Mark Lambert         | Terry Mitchell       | Brendan O´Hea       | Àngel Llàcer                   | Hunter Ryan Herdlicka |
| Anne Egerman               | Victoria Mallory     | Veronica Page        | Joanna Riding       | Alícia Ferrer                  | Ramona Mallory        |
| Frederik Egerman           | Len Cariou           | Joss Ackland         | Laurence Guittard   | Constantino Romero / Mario Gas | Alexander Hanson      |
| Petra                      | D'Jamin Bartlett     | Diane Langton        | Issy Van Randwyck   | Núria Canals                   | Leigh Ann Larkin      |
| Desiree Armfeldt           | Glynis Johns         | Jean Simmons         | Judi Dench          | Vicky Peña                     | Catherine Zeta-Jones  |
| Bertrand                   | Will Sharpe Marshall | Christopher Beeching |                     | Víctor Guillén                 |                       |
| Comte Carl-Magnus Malcolm  | Laurence Guittard    | David Kernan         | Lambert Wilson      | Jordi Boixaderas               | Aaron Lazar           |
| Comtessa Charlotte Malcolm | Patricia Elliot      | Maria Aitken         | Patricia Hodge      | Mònica López/Mireia Ros        | Erin Davie            |

## Premis i Nominacions

### Producció Original de Broadway
| Any  | Premi               | Categoria                               | Nominat                        | Resultat   |
| ---- | ------------------- | --------------------------------------- | ------------------------------ | ---------- |
| 1973 | Premi Drama Desk    | Llibret de Musical Més Destacat         | Hugh Wheeler                   | GUANYADOR  |
| 1973 | Premi Drama Desk    | Música Més Destacada                    | Stephen Sondheim               | GUANYADOR  |
| 1973 | Premi Drama Desk    | Lletres Més Destacades                  | Stephen Sondheim               | GUANYADOR  |
| 1973 | Premi Drama Desk    | Actriu de Musical Més Destacada         | Glynis Johns                   | nominada   |
| 1973 | Premi Drama Desk    | Actriu de Musical Més Destacada         | Patricia Elliott               | GUANYADORA |
| 1973 | Premi Drama Desk    | Director Més Destacat                   | Harold Prince                  | GUANYADOR  |
| 1973 | Premi Drama Desk    | Actor Més Prometedor                    | D'Jamin Bartlett               | GUANYADOR  |
| 1973 | Premi Grammy        | Millor àlbum de teatre musical          | Millor àlbum de teatre musical | GUANYADOR  |
| 1973 | Premi Theatre World | Premi Theatre World                     | Laurence Guittard              | GUANYADOR  |
| 1973 | Premi Theatre World | Premi Theatre World                     | Patricia Elliott               | GUANYADOR  |
| 1973 | Premi Theatre World | Premi Theatre World                     | D'Jamin Bartlett               | GUANYADOR  |
| 1973 | Premi Tony          | Millor Musical                          | Millor Musical                 | GUANYADOR  |
| 1973 | Premi Tony          | Millor Llibret de Musical               | Hugh Wheeler                   | GUANYADOR  |
| 1973 | Premi Tony          | Millor Banda Sonora                     | Stephen Sondheim               | GUANYADOR  |
| 1973 | Premi Tony          | Millor Actor Protagonista de Musical    | Len Cariou                     | nominat    |
| 1973 | Premi Tony          | Millor Actriu Protagonista de Musical   | Glynis Johns                   | GUANYADORA |
| 1973 | Premi Tony          | Millor Actor de Repartiment de Musical  | Laurence Guittard              | nominat    |
| 1973 | Premi Tony          | Millor Actriu de Repartiment de Musical | Patricia Elliott               | GUANYADORA |
| 1973 | Premi Tony          | Millor Actriu de Repartiment de Musical | Hermione Gingold               | nominada   |
| 1973 | Premi Tony          | Millor Vestuari de Musical              | Florence Klotz                 | GUANYADORA |
| 1973 | Premi Tony          | Millor Escenografia de Musical          | Boris Aronson                  | nominat    |
| 1973 | Premi Tony          | Millor Il·luminació de Musical          | Tharon Musser                  | nominat    |
| 1973 | Premi Tony          | Millor Direcció de Musical              | Harold Prince                  | nominat    |

### Revival de Londres 1995
| Any  | Premi                  | Categoria                                             | Nominat          | Resultat   |
| ---- | ---------------------- | ----------------------------------------------------- | ---------------- | ---------- |
| 1995 | Premi Laurence Olivier | Millor Actriu de Musical                              | Judi Dench       | GUANYADORA |
| 1995 | Premi Laurence Olivier | Millor Actuació en un Paper de Repartiment de Musical | Siân Phillips    | nominada   |
| 1995 | Premi Laurence Olivier | Millor Coreògraf                                      | Wayne McGregor   | nominat    |
| 1995 | Premi Laurence Olivier | Millor Vestuari                                       | Nicky Gillibrand | nominat    |

### Producció de Barcelona
| Any  | Premi              | Categoria                                     | Nominat                                       | Resultat  |
| ---- | ------------------ | --------------------------------------------- | --------------------------------------------- | --------- |
| 2000 | Revista Teatre BCN | Premi del Públic al Millor Espectacle Musical | Premi del Públic al Millor Espectacle Musical | GUANYADOR |
| 2001 | Premi Butaca       | Millor Musical                                | Millor Musical                                | GUANYADOR |
| 2001 | Premi Butaca       | Millor Actor de Musical                       | Jordi Boixaderas                              | GUANYADOR |

### Revival de Broadway 2009 Broadway
| Any  | Premi                      | Categoria                                      | Nominat                           | Resultat   |
| ---- | -------------------------- | ---------------------------------------------- | --------------------------------- | ---------- |
| 2010 | Premi Drama Desk           | Revival de Musical Més Destacat                | Revival de Musical Més Destacat   | nominat    |
| 2010 | Premi Drama Desk           | Actriu de Musical Més Destacada                | Catherine Zeta-Jones              | GUANYADORA |
| 2010 | Premi Drama Desk           | Actriu de Repartiment de Musical Més Destacada | Angela Lansbury                   | nominada   |
| 2010 | Premi Outer Critics Circle | Revival de Musical Més Destacat                | Revival de Musical Més Destacat   | nominat    |
| 2010 | Premi Outer Critics Circle | Actriu de Musical Més Destacada                | Catherine Zeta-Jones              | GUANYADORA |
| 2010 | Premi Outer Critics Circle | Actriu de Repartiment de Musical Més Destacada | Angela Lansbury                   | nominada   |
| 2010 | Premi Tony                 | Millor Revival de Musical                      | Millor Revival de Musical         | nominat    |
| 2010 | Premi Tony                 | Millor Actriu Protagonista de Musical          | Catherine Zeta-Jones              | GUANYADORA |
| 2010 | Premi Tony                 | Millor Actriu de Repartiment de Musical        | Angela Lansbury                   | nominada   |
| 2010 | Premi Tony                 | Millor Disseny de So                           | Dan Moses Schreier i Gareth Owen  | nominat    |
| 2011 | Premi Grammy               | Millor Àlbum d'Espectacle Musical              | Millor Àlbum d'Espectacle Musical | nominat    |